# Nebetiunet
Nebetiunet ("Dama de Dendera"; títol de la deessa Hathor) va ser una princesa egípcia de la XVIII Dinastia. Era filla del faraó Tuthmosis III i de la Gran Esposa Reial Merit-Ra Hatxepsut.
És un dels sis fills coneguts de Tuthmosis i Merit-Ra; els seus germans van ser el faraó Amenofis II, el príncep Menkheperre i les princeses Meritamon C, Meritamon D i Iset. Apareix representat juntament amb les seves germanes i Mekhenperre en una estàtua de la seva àvia materna anomenada Hui (avui al British Museum).